# Айсса Эдон
Айсса Эдон (1981/1982 г.р.) — акушерка из Мали, проживающая в Лондоне, активистка против калечащих операций на женских половых органах. С 2016 года она работала с жертвами женского обрезания в Швейцарии, Франции, Бельгии и Великобритании. В 2014 году она основала фонд «Клиника Надежды», который занимается повышением осведомленности о женском обрезании и помогает женщинам, пережившим его. В 2016 году она была удостоена стипендии Мэри Сикол от Королевского колледжа медсестер, а в 2015 году вошла в число 100 женщин Би-би-си.
Эдон сама в возрасте 6 лет стала жертвой калечащих операций на женских половых органах и публично рассказывает о своем опыте насилия. Её усыновила французская семья, и она смогла получить лечение от осложнений, с которыми столкнулась, включая психологические проблемы, инфекции мочевыводящих путей и хроническую боль.